# 新潟日報ニュース
『新潟日報ニュース』（にいがたにっぽうニュース）は、新潟放送（BSNラジオ）、エフエムラジオ新潟（FM-NIIGATA）、ならびに新潟県内のコミュニティ放送（コミュニティFM）で放送されている新潟日報社協力のローカルニュースである。BSNテレビの番組名については『BSN NEWS』、FM-NIIGATAでの番組名は『FM-NIIGATA NEWS』（エフエムニイガタニュース）として放送される。
本項目では、コミュニティFMで放送される『朗読日報抄』についても記載する。

## 放送局・放送時間

### 新潟放送
ラジオ
毎時50分あるいは55分の放送が基本だが、月曜日から土曜日の日中ワイド内では30分に「スポットニュース」がある。
2017年3月までは、通常民放AMが1局のみの地区で（2局以上の地区ではNRN単独局で）放送されている文化放送発の全国ネットワークニュース『ニュース・パレード』はQRからはネットせず、企画ネット番組扱いのローカルニュースとして17時から放送し、CMは文化放送と同じ企業のCMを放送していた（前述の番組内で放送される現場との中継や録音素材の使用は一切なかった）。しかし、同年4月以後はQRからの番組そのもののネット配信を始めるようになる。当初は『ゆうなびラジオ』の1コーナーだったが、2019年9月で終了した後は単独番組となった。
また2019年10月度改編より、「ゆうなびラジオ」に代わる夕方のローカルニュースワイドとしては、月曜から木曜18:00－18:15に『BSNニュース・イブニング』（MC：星野一弘。本業はアナウンサーだが、左記番組では「BSNニュースデスク記者」として出演）を放送している（金曜日は『石塚かおりのゆうわく伝説』内での新潟日報ニュースを充当している）。
テレビ

### エフエムラジオ新潟
FM-NIIGATAでは以下のとおり。『新潟日報ニュース』を単独で放送する時間と読売新聞と共同で放送する時間がある。なお、『JFNニュース』の放送を行っていない。
毎日
- 8:55 - 9:00（日曜日は読売新聞と共同放送、ローカルニュースは新潟日報が担当）
- 18:55 - 19:00（日曜日は読売新聞と共同放送）

### コミュニティFM
配信局は以下の10局（開局順）。詳細の放送時間は各放送局のウェブサイトなどを参照。
- エフエム新津
- 柏崎コミュニティ放送（FMピッカラ）
- けんと放送（FM KENTO）
- エフエムしばた
- エフエム雪国
- 長岡移動電話システム（FMながおか）
- 燕三条エフエム放送
- エフエム上越
- エフエム角田山コミュニティ放送
- エフエムとおかまち

## 朗読日報抄
『朗読日報抄』（ろうどくにっぽうしょう）は、『新潟日報ニュース』を配信しているコミュニティFM10局で放送されている番組で、新潟日報の1面コラム「日報抄」を持ち回りで朗読している。各放送局のローカルワイド番組のフロート番組として放送される。詳細は外部リンクを参照。

## 関連番組
- BSN NEWS ゆうなび
- ゆうWAVE
- BSN NEWS 日曜テレビ夕刊